# تپه چال بطو
تپه چال بطو مربوط به عصر مس - عصر آهن است و در شهرستان بروجرد، بخش مرکزی، دهستان شیروان، ۱ کیلومتری شمال غرب روستای گنجینه واقع شده و این اثر در تاریخ ۲۸ اسفند ۱۳۸۵ با شمارهٔ ثبت ۱۸۳۴۷ به‌عنوان یکی از آثار ملی ایران به ثبت رسیده است.